# Orsanti
Con la definizione di orsanti si indica quel fenomeno migratorio girovago, facente parte della categoria dei mestieri ambulanti, che ha coinvolto centinaia di persone fra il Settecento e l'Ottocento (con strascichi fino agli anni '50 del Novecento), che consisteva nel muoversi per l'Europa facendo esibire nelle località raggiunte animali ammaestrati. In particolare orsi (da qui il nome), ma anche cammelli, dromedari, pappagalli, pecore e scimmie. Questi girovaghi erano infatti definiti anche "scimmianti" o "cammellanti" a seconda del tipo di animale utilizzato o pelpini per le loro origine geografiche.

## Origini e organizzazione
Gli orsanti partivano in particolare dalla zona che divide la Liguria dall'Emilia Romagna, negli Appennini la zona dell'alta Val di Taro, alle pendici del monte Pelpi (in particolare dai comuni Bardi, Bedonia e Compiano). Erano organizzati in compagnie di più uomini che raggiunsero località anche molto remote dell'Europa, ritornando a casa ogni tre o quattro anni. In alcuni casi giunsero a possedere veri e propri circhi. Viaggiavano a piedi anche per poter continuare a guadagnare "strada facendo". I proventi di questa attività permettevano, alle volte, ai proprietari delle compagnie, di accumulare delle piccole fortune. All'interno della compagnia ogni membro aveva un compito specifico: chi accudiva gli animali, chi si occupava dell'esibizione, chi raccoglieva le offerte e chi anticipava le tappe della compagnia facendo una sorta di réclame.
Difficilmente le compagnie seguivano gli stessi percorsi ma con regolarità si incontravano in occasione di fiere in grandi città europee. In queste occasioni venivano scambiate informazioni sui famigliari rimasti in paese e venivano messe in atto trattative relative alla vendita degli animali. Varie teorie sono state elaborate per spiegare dove abbiano imparato questi mestieri. Le mete più gettonate erano la Francia, la Germania, la Svizzera, l’impero austro-ungarico, ma si sono trovate tracce della presenza di orsanti anche in Scandinavia, in Africa settentrionale, nel Medio-oriente, e in Russia. Gli orsanti, erano conosciuti per saper padroneggiare molte lingue.

## Riferimenti nella cultura di massa
Nel 2000 viene fondato a Compiano un piccolo museo dedicato agli orsanti spostato poi presso il Castello di Vigoleno.
Il gruppo musicale italiano degli YoYoMundi dedica nell'album "Munfrâ" del 2011 un brano agli orsanti.
Il pittore italiano Antonio Ligabue ha rappresentato gli orsanti in due sue celebri opere “Il circo” e “L’orso che balla”
La canzone "Di città in città (e porta l'orso)" di Vinicio Capossela narra del viaggio di un orsante.